# Jimmy Doolittle
James Harold "Jimmy" Doolittle, född 14 december 1896 i Alameda, Alameda County, Kalifornien, död 27 september 1993 i Pebble Beach, Monterey County, Kalifornien, var en amerikansk militär och flygpionjär. Doolittle var general i USAF (US Air Force) under andra världskriget; brigadgeneral 19 april 1942 (befordrad två grader), generalmajor november 1942, generallöjtnant 13 mars 1944 och general 4 april 1985. Han erhöll Medal of Honor för sin insats som befälhavare för Doolittleräden (18 april 1942, skildras bland annat i filmen Pearl Harbor där han spelas av Alec Baldwin).
Doolittle vann flygtävlingen Bendixtrofén 1931. Han var också ordförande för National Advisory Committee for Aeronautics från 1957 till 1958, då myndigheten bytte namn till NASA.
Han satte under mellankrigstiden också flera flygrekord, bl.a. den första transkontinentala flygningen över Nordatlanten på mindre än 24 timmar år 1922, ett hastighetsrekord för landplan 1932 och ett på sträckan mellan Los Angeles och New York 1935.

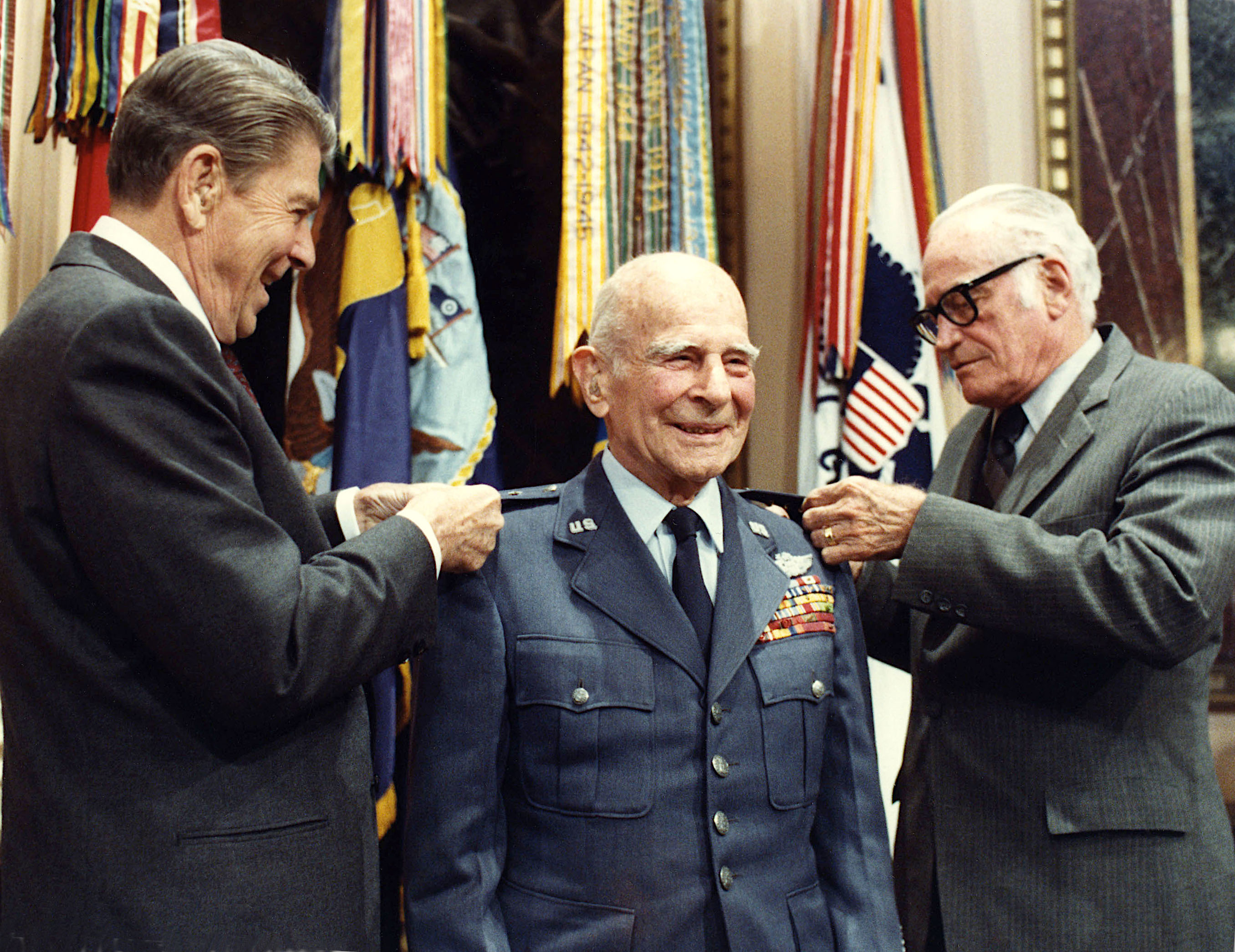
Ronald Reagan och Barry Goldwater dekorerar general Jimmy Doolittles axelklaffar 1985.